# Csáth Géza műveinek listája
Az alábbi lista Csáth Géza műveit tartalmazza. 

## Novellák

### Kötetekben megjelent novellák
Mivel a kötetekbe utólag válogatta novelláit, a címek után zárójelben első közlésük időpontja is szerepel.

#### A varázsló kertje (1908)
- Tor (1905, Maris címmel)
- Fekete csönd (1905)
- Történet a három leányokról (1905, Mese a lányokról címmel)
- Jolán (1906)
- A kályha (1904)
- Mariska az anyjánál (1905)
- Találkoztam anyámmal (1906)
- Eroica (1906)
- A gyertyák (1907)
- Este (1907, Mese az estéről címmel)
- Szombat este (1907)
- A varázsló kertje (1907)
- Nyári bál (1907)
- A béka (1905)
- Mesék, amelyek rosszul végződnek (1904-1906)
- A sebész (1905, Az idő címmel)
- A kék csónak (1907)
- A költő megtérése (1907)
- Tavaszi ouverture (1905, Olvadás címmel)
- A vörös Eszti (1908)
- A varázsló halála

#### Az albíróék és egyéb elbeszélések (1909)
- Apa és fiú (1905, Találkozás címmel)
- Az albíróék (1907)
- Péter levele (1908)
- Eroica
- A költő megtérése

#### Délutáni álom (1911)
- Délutáni álom (1908)
- Anyagyilkosság (1908)
- A kisasszony
- Régi levél (1907)
- Ópium (1909)
- Johanna (1910)
- Józsika (1909)
- Pista (1910)
- Nagy Balázs – Kis Balázs (1907)
- Emlékirat eltévedésemről (1908)
- A Kálvin téren (1908)
- Hegyszoros (1910)

#### Schmith mézeskalácsos (1912)
- Schmith mézeskalácsos (1910)
- Egymást boldogítva (1909)
- Gyilkosság (1905, Az elvek címmel)
- A kutya (1909)
- Gimnazista fantáziák (1904, A pásztor címmel)
- A doktorné (1909)
- Pali (1909, Lakótársam címmel)
- Nervus rerum (1910)
- Hajnali elbeszélés (1906, Szomorú történet címmel)

#### Muzsikusok (1913)
- Muzsikusok (1911)
- Rozi (1912)
- Erna (1911)
- Egy vidéki gimnazista naplójából (1910)
- Irén mama (1911)
- A díszoklevél (1911)

### Kötetbe nem sorolt novellák
- Pán halála (1903)
- Szeptember (1903)
- Szonáta pathetique (1904)
- Korhely Nagy János (1904)
- Mesék (1904)
- A fekete kutya (1904)
- Mese a kávéházból (1904)
- Mesék (1904)
- A mester meséi (1904)
- Mesék (1905)
- Az első párbaj (1905)
- Részletek Mariska naplójából (1905)
- Mesék (1905)
- A riporter álma (1905)
- Nyári szenzáció (1906)
- Trepov a boncolóasztalon (1906)
- Családi jelenet (1906)
- Pál és Virginia (1907)
- Laci újságírónak készül (1907)
- Párbeszéd a szeretetről (1907)
- Misztikus mesék (1907)
- Hétfő (1907)
- Jutalom (1907)
- Bauer házassága (1907)
- Történet egy gyógyszerészettan-hallgatóról (1908)
- Pesti mese (1908)
- A fagottista (1908)
- Ernőke (1908)
- A gyermek (1908)
- Szorongásos álmok (1904/1908)
- Mese az emberek rosszaságáról (1905/1908)
- A IX. szimfónia (1909)
- Előadás az öltözködésről (1909)
- A kőszívű takarítónő (1907/1909)
- A sarlach (1909)
- Bácska (1909)
- Nyári utazás (1909)
- A tűz papnője (1907/1909)
- A gróf úr húsvétja (1910)
- Elfeledett álom (1910)
- A kút (1908/1911)
- Palincsay (1911)
- Vasút (1911)
- „Albumlevél” [Ismeretlen házban] (1909/1911)
- A viszontlátás (1911)
- Katonai behívó (1911)
- Úszóverseny (1912)
- A kis Emma (1912)
- A bajnok (1912)
- Őszi este (1912)
- Egyiptomi József (1912)
- „Souvenir” (1913)
- Miklós bácsi tanításai (1913)
- Kisfiúk (1913)
- A kis varróleány vasárnapja (1913)
- Prutyi (1913)
- Fürdőn (1907/1913)
- A balerina apja (1908/1913)
- 1830. október 20. (1914)
- Frigyes (1914)
- Hosszú baráti levél (1906/1914)
- Tálay főhadnagy (1914)
- Rózsi (1914)
- Tavaszok (1916, Dér Zoltán 1906-ra datálja)
- Dénes Imre (1918)
- Első fejezet (1973, Csáth hagyatékából)

## Színdarabok[1]
- A Janika (1911)
- Hamvazószerda (1911)
- Kisvárosi történet (Az albíróék című novella dramatizálásából 1912 után)